# Хушпу
Хушпу́ (чув. Хушпу, верх. чув. Хошпу) — чувашский головной убор замужних женщин. Шапочка в виде усеченного конуса с длинной лопастью (хвостом) сзади, украшенной бисером и монетами у низовых чуваш и шапочка цилиндрической формы с широкой лопастью в спинной части у средненизовых чуваш.

## Культ

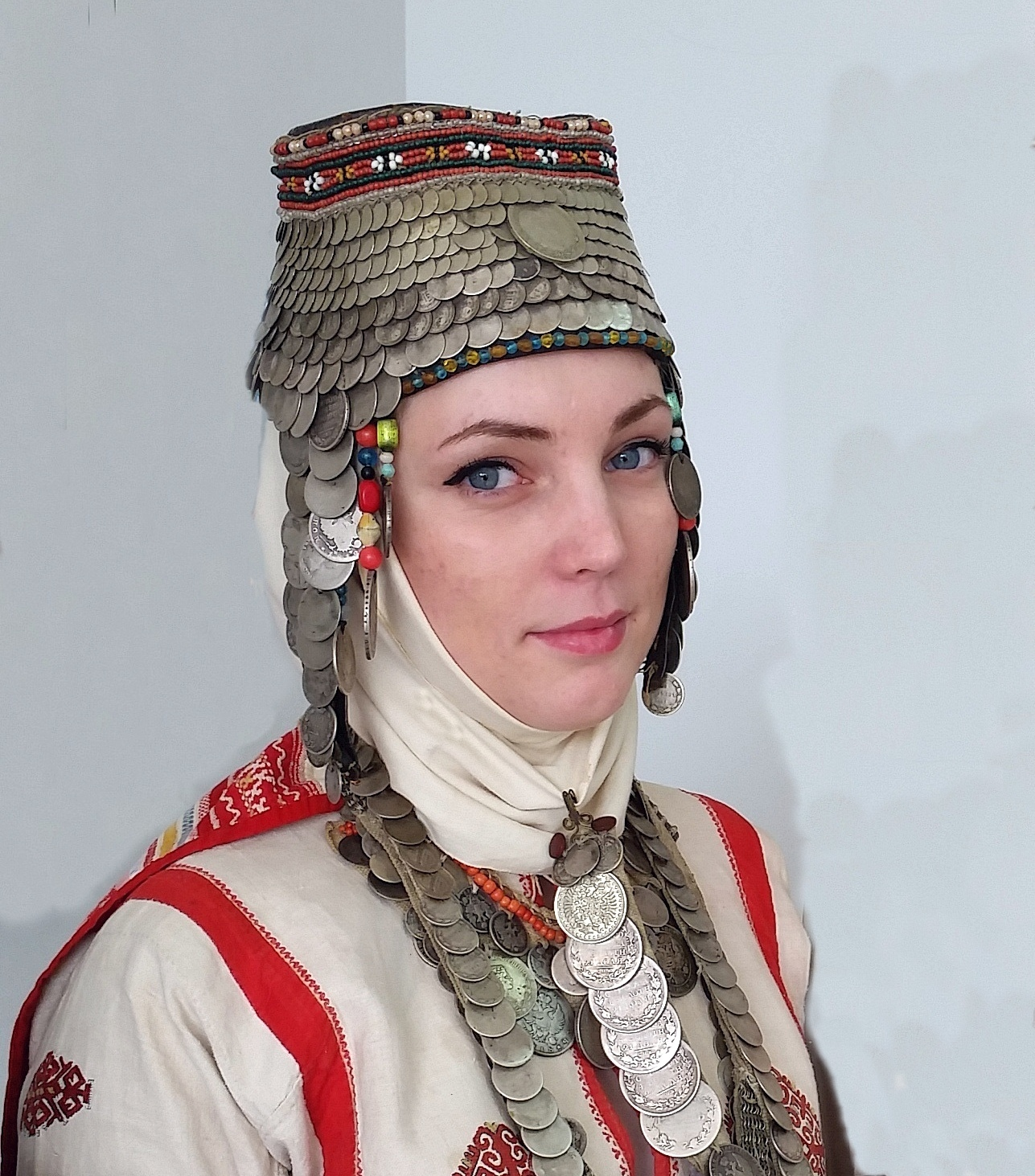
Хушпу средненизовых чувашек

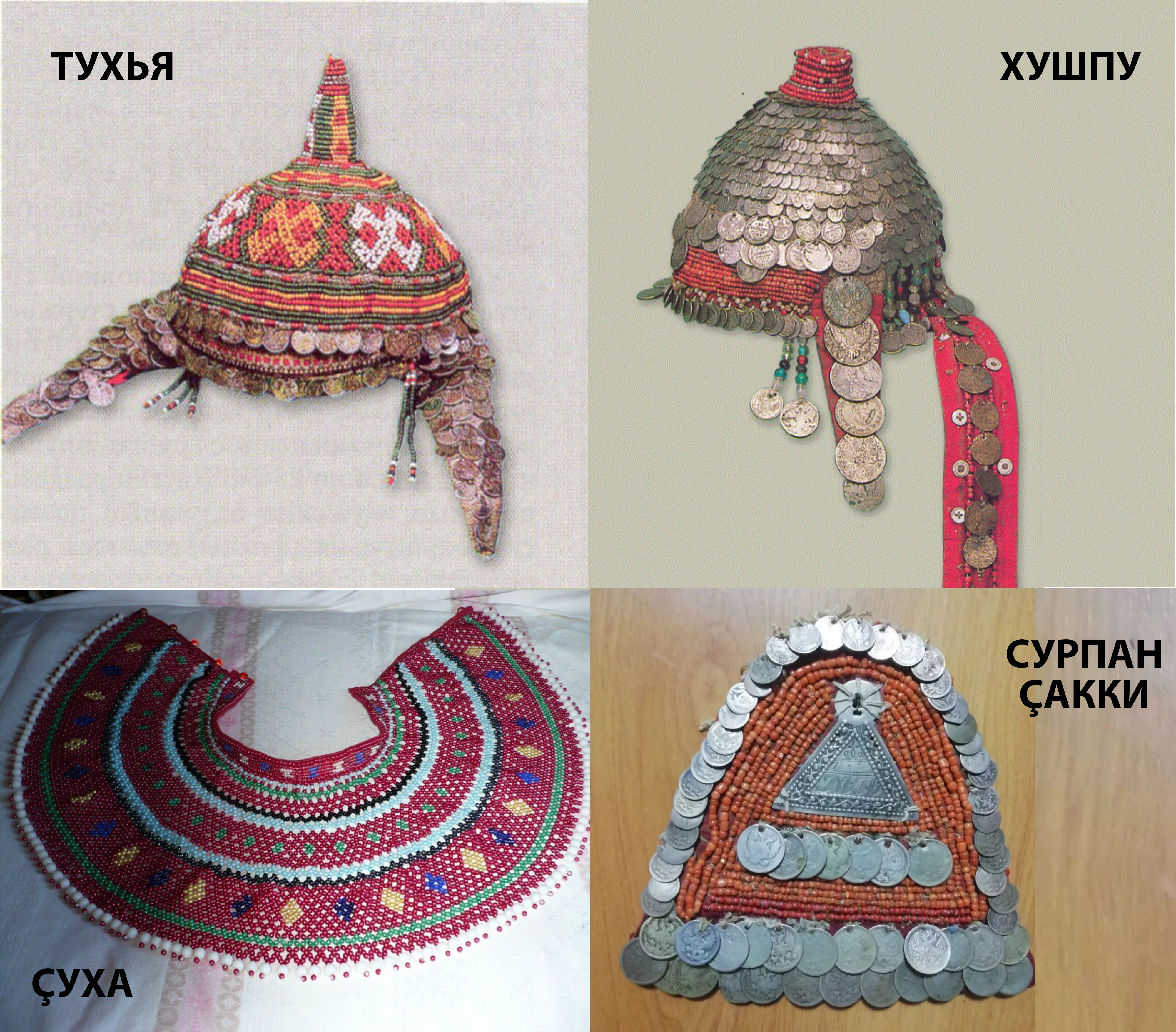
Элементы чувашского костюма

Девушка с момента становления половозрелой, до момента замужества носила девичий головной убор тухья, который во время свадебной церемонии меняла на женский головной убор хушпу. 

## Материалы
Кожа, серебряные монеты, бисер, ракушки каори. 